# Cryptocoryne bullosa
Cryptocoryne bullosa är en kallaväxtart som beskrevs av Odoardo Beccari. Cryptocoryne bullosa ingår i släktet Cryptocoryne och familjen kallaväxter. Inga underarter finns listade.